# Sombrita (anime)
Sombrita (Bōken Shōnen Shadar) es una  anime, de un luchador por la justicia que se encontraba descansando en un profundo sueño dentro de una cúpula de vidrio dentro de un templo. Sin embargo un día un anciano guardián del templo lo despierta y le advierte de la amenaza de un supervillano que tratará a toda costa de apoderarse del mundo usando poderes sobrenaturales, por lo que le será entregada una daga mágica a fin de pelear contra el malvado y sus secuaces, dicha arma de permitirá realizar clones de sí mismo para confundir a sus oponentes, lanzar rayos poderosos y convertirse en espada para combatir.

## Personajes
- Sombrita - es el protagonista, de aspecto adolescente.
- Rocko – es un niño acompañante de sombrita.
- Profesor Mambo – un científico amigo de Sombrita, tiene un platillo volador llamado “nave iónica” como vehículo de transporte.
- Profesor Rumba – colega del profesor Mambo.
- Pimbaud – un perro con gafas amigo de Sombrita.
- Ghoster – el archienemigo de sombrita, tiene aspecto demoníaco y filosos colmillos viste un traje de malla una máscara de orejas picudas y una capa y usa un bastón.
- Cata – una gata hablantina que es secuaz de Ghoster.

## Doblaje
| Personaje      | Actor Original (Japón) | Actor de doblaje (México)      |
| -------------- | ---------------------- | ------------------------------ |
| Sombrita       | Michiru Hojo           | Jorge Sánchez Fogarty          |
| Ghoster        | Kenji Utsumi           | Fernando Rivas Salazar         |
| Profesor Mambo | ¿?                     | Esteban Siller                 |
| Rocko/Carlos   | Sumiko Shirakawa       | Arturo Mercado                 |
| Cata           | Kinya Aikawa           | Víctor Manuel Castro Arozamena |
| Voces varias   | ¿?                     | Polo Ortín                     |

## Título en otros idiomas
- Adventure Boy Shadar, Adventures of the Young Shadar (inglés)
- La spada di luce (italiano)
- Shadow Boy (portugués)
- Sombrita (español)
- 冒険少年シャダー(japonés)